# 兰季德·辛格

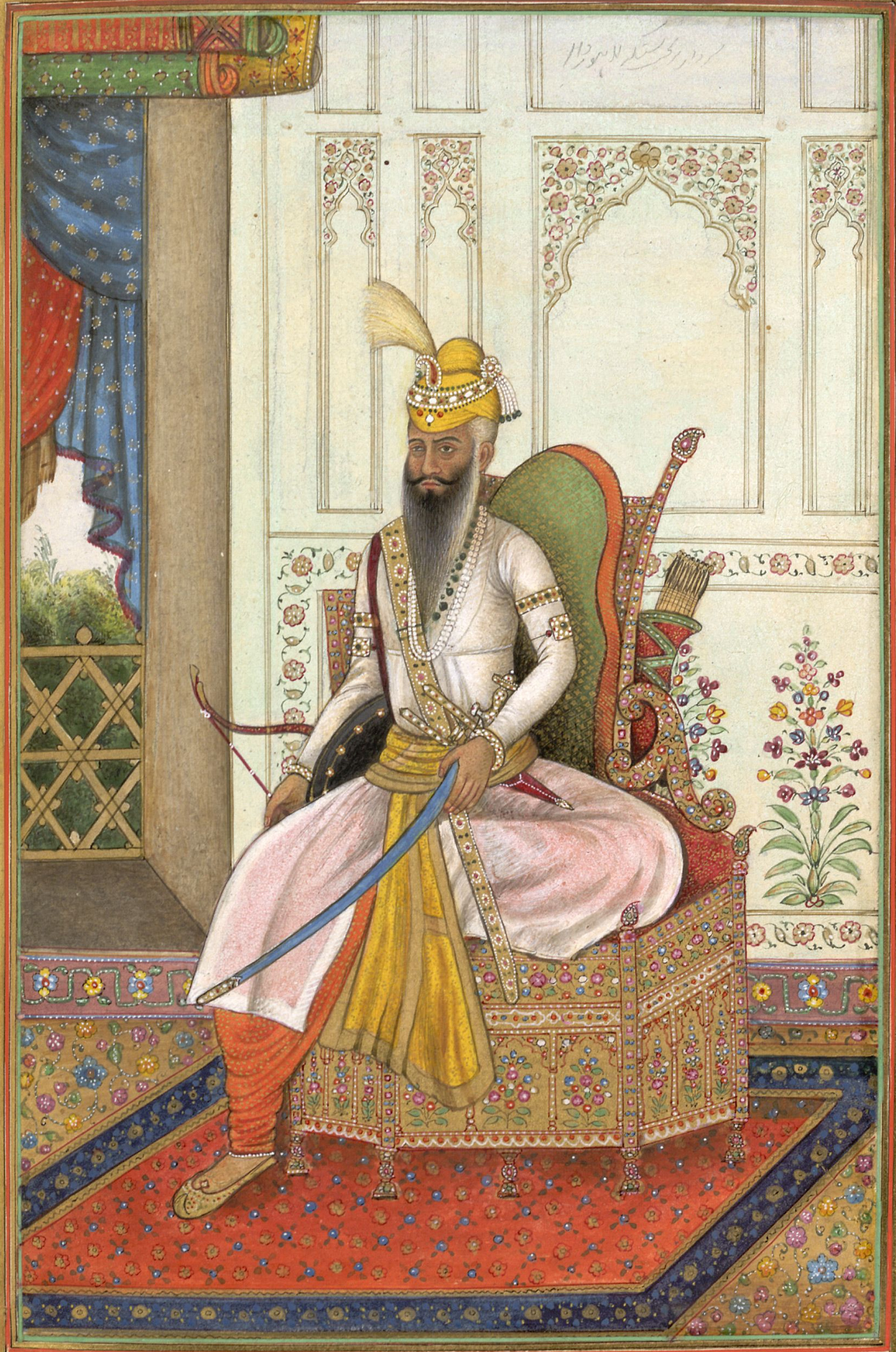
肖像

兰季德·辛格·摩訶拉者（英語：Maharaja Ranjit Singh，1780年11月13日—1839年6月27日）是19世纪上半叶统治了西北印度次大陸的锡克帝国的开国君主。他小时候曾得过天花，左眼失明。十岁那年他跟随父亲第一次参战。在父亲死后，他正值青年，为了驱逐阿富汗人屡屡征战，在21岁时获得称号“旁遮普邦大君王”。之後直到1839年他逝世，他在旁遮普地区不斷擴張領土，建立了自己的帝国。
他生于旁遮普中部苏克查基亚小土邦首领家庭，十二岁继承父位。1797年、1798年两次率领锡克联军击退阿富汗侵略军。1799年进驻拉合尔，1801年加冕为“旁遮普大君”。在位时保护农民权益，限制地租剥削，平等对待各教派和不同种姓的居民，注意发展商业和织布业，使社会经济获得一定发展。经连年征战，逐步统一旁遮普，创立西起白沙瓦，东达苏特里杰河，北自克什米尔，南至木尔坦的锡克王国。1838年曾派兵随英军入侵阿富汗。次年6月去世。